# Kinamo

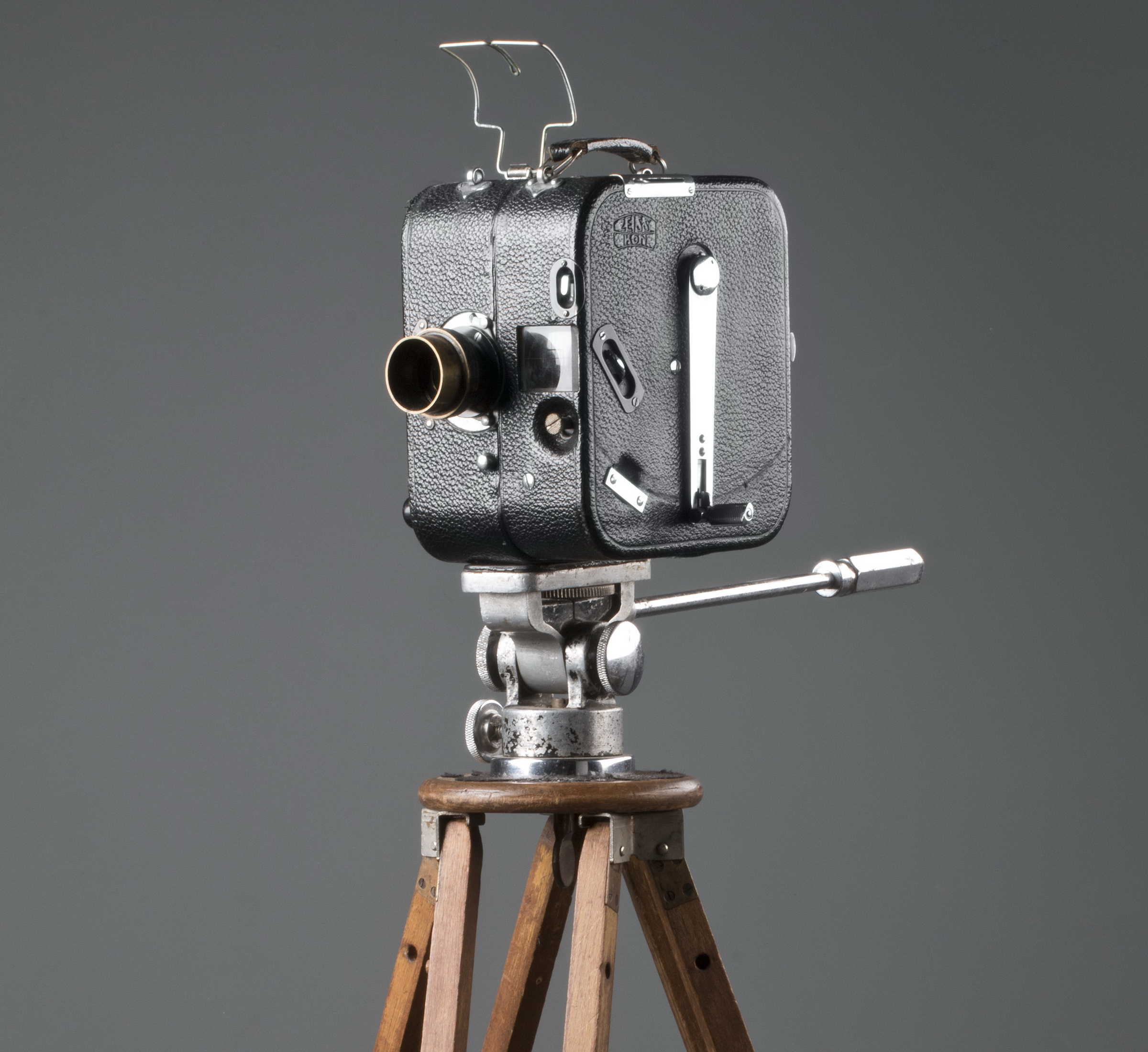
Kamera Kinamo N25 kterou používal fotograf a kameraman Ferdinand Bučina

Kinamo byla filmová kamera na 35mm film. Kameru zkonstruoval Emanuel Goldberg v roce 1921. Byla vyráběna v továrně ICA (Internationale Camera Actiengesellschaft), po sloučení této továrny do koncernu Zeiss Ikon v roce 1926 výroba pokračovala pod názvem Zeiss Ikon Kinamo.

## Modely

### Kinamo N25
Firma ICA vyráběla tento model od roku 1921 s kazetou pro 25 metrů kinofilmu šíře 35 mm. Variantou byl model 5402 s kazetami pro 15 metrů filmu. V roce 1923 byl vyvinut pérový pohon, který byl dodáván komerčně od roku 1924. Kamera byla na svou dobu mimořádně kompaktní, rozměry modelu pro 35 mm film byly pouze 15x14x10 cm, váha 2,53kg. Zeiss Ikon Kinamo 35 mm byla dodávána s objektivem Carl Zeiss, Jena Tessar 2.7 f=4 cm nebo 3.5 f=4 cm. Firma ICA vyráběla rovněž variantu pro film šířky 15 mm.

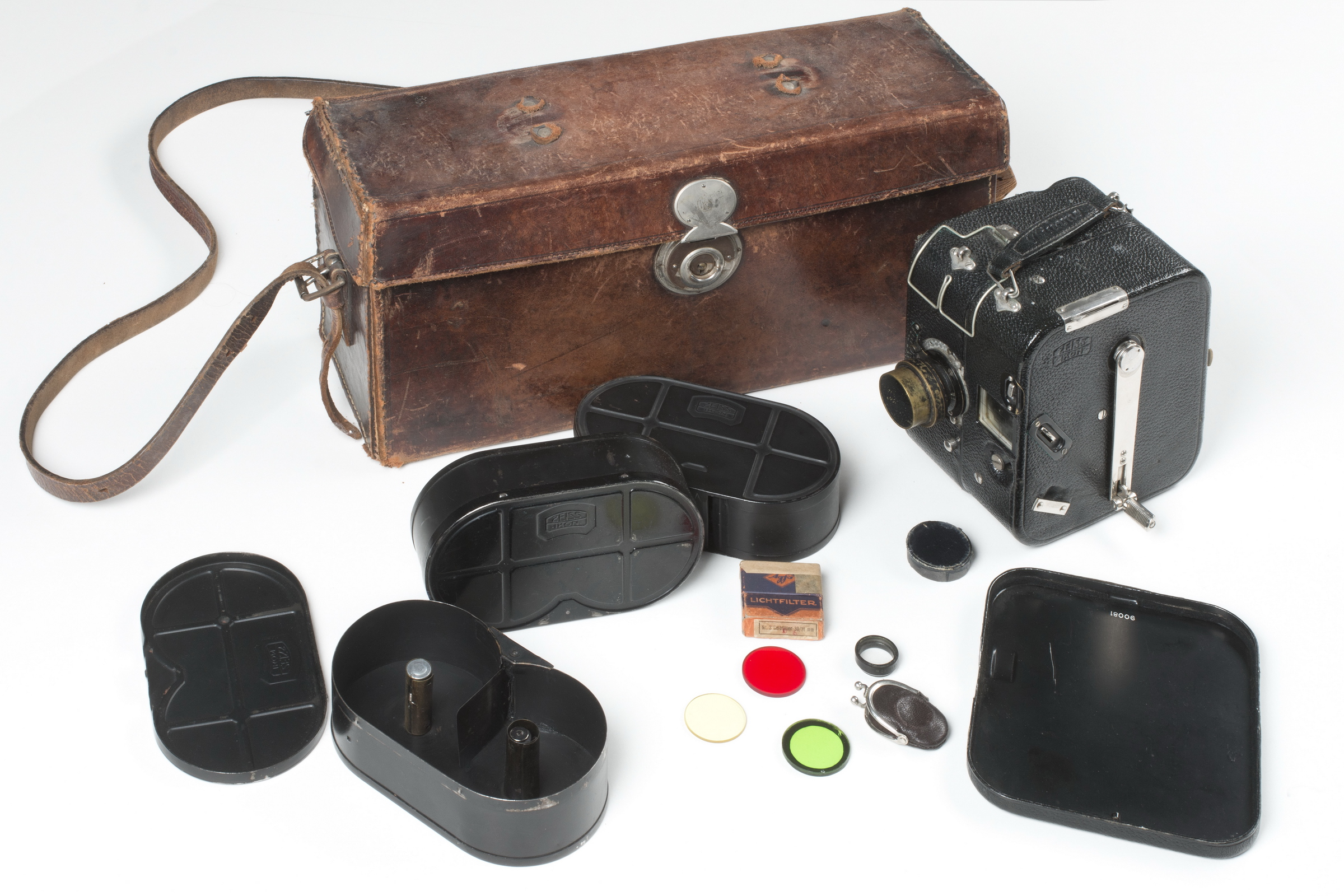
Pouzdro a kamera s příslušenstvím (filmové kazety, filtry)
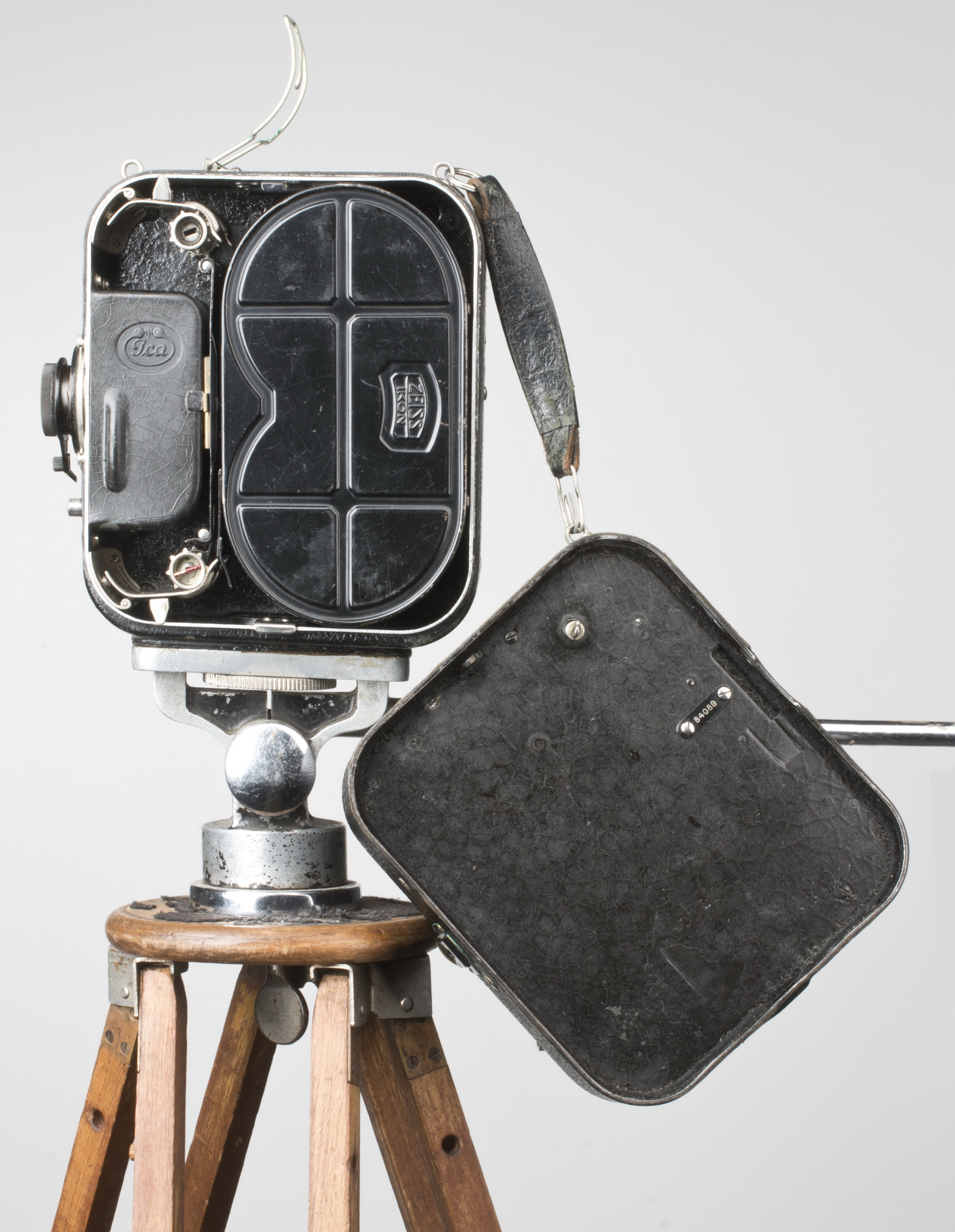
Kamera s odklopeným dílem pérového pohonu. Uvnitř je patrné původní označení ICA.
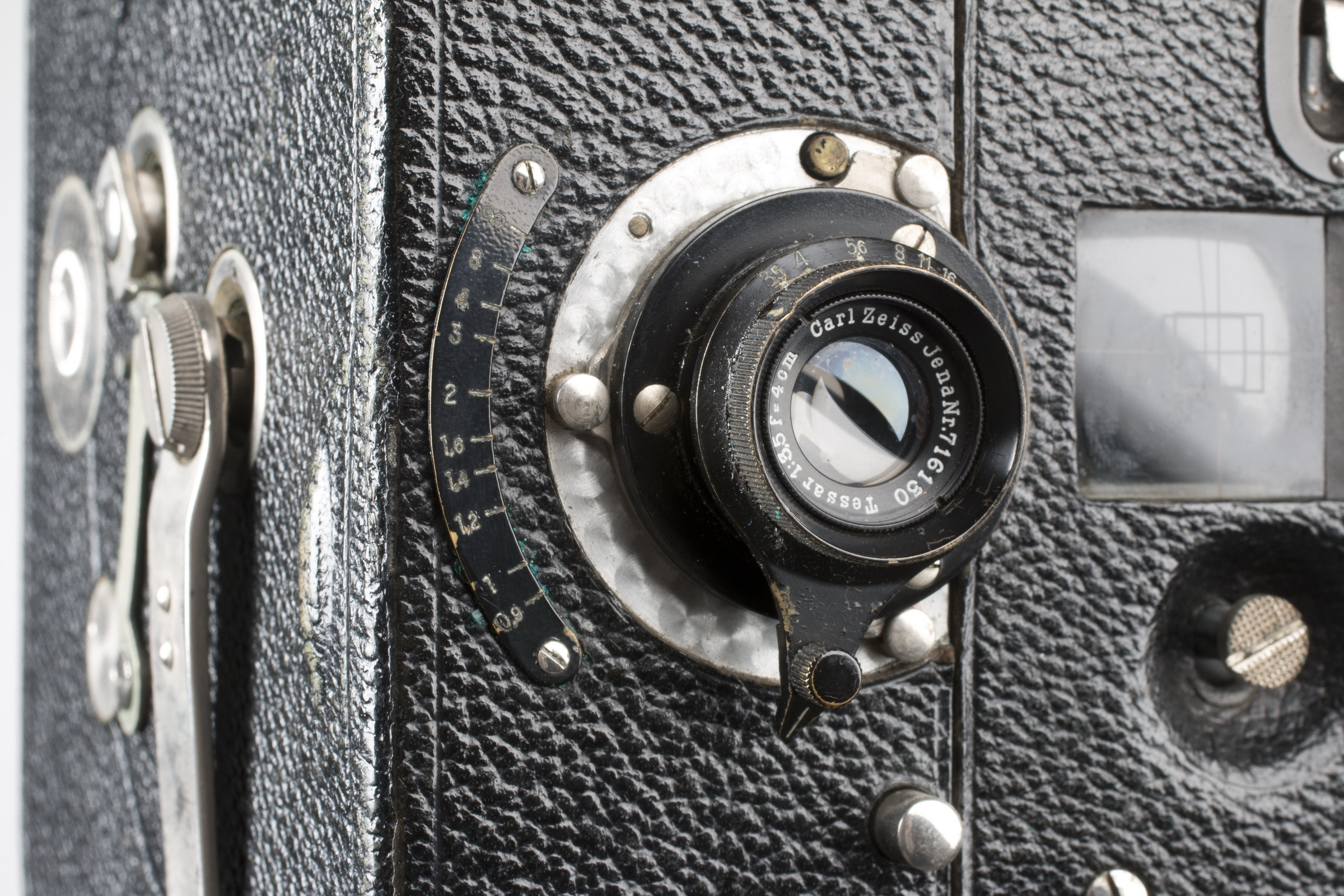
Detail objektivu Tessar 3.5/4cm
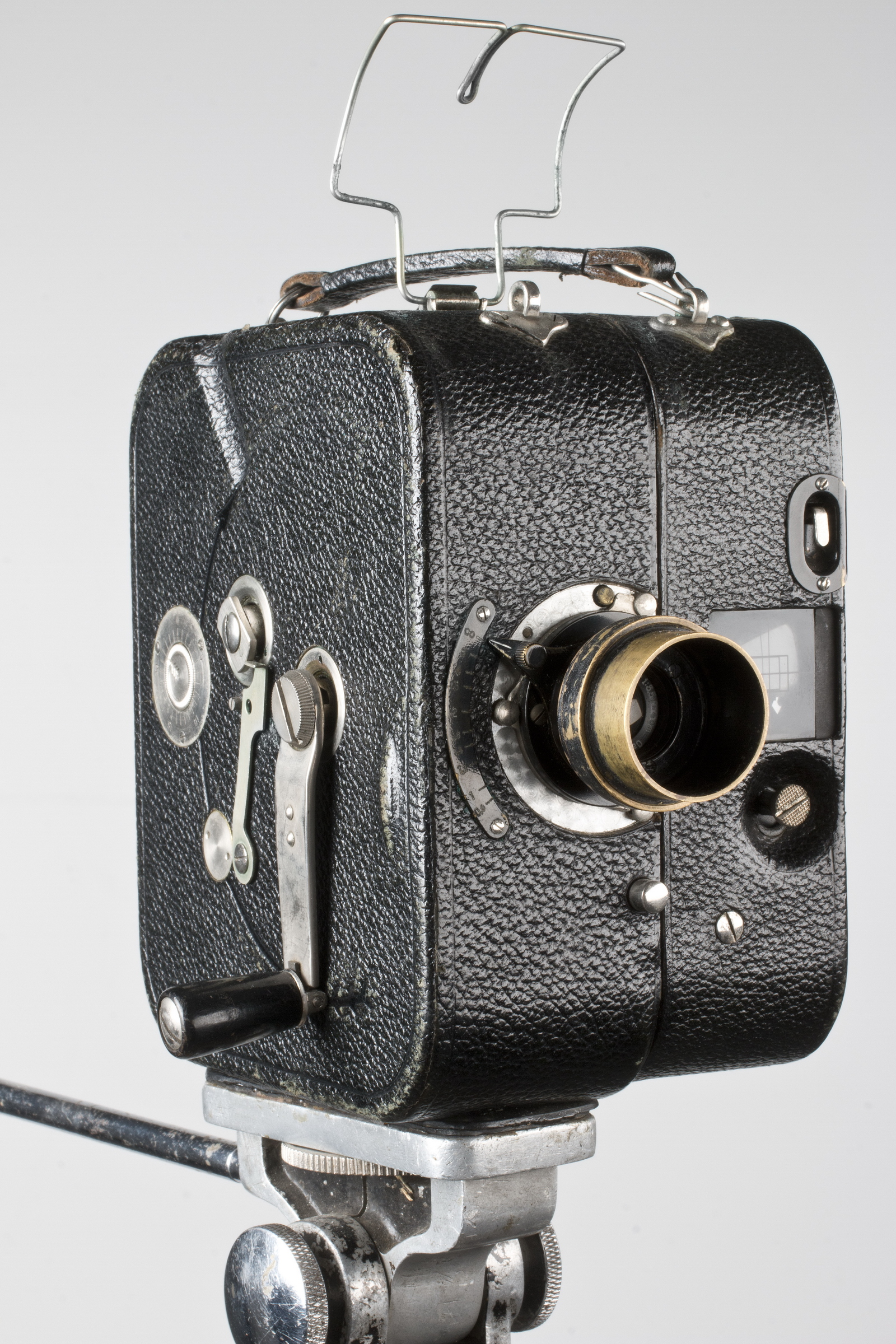
Pohled z pravé strany kamery

### Kinamo S10
Model Zeiss Ikon Kinamo S10 pracoval s kazetami pro 10 metrů filmu šíře 16 mm, měl rozměry 11,5 x 9 x 6,5 cm a váhu 1,15 kg. Objektiv byl Carl Zeiss, Jena Tessar 2.7 f=1,5 cm.

### Další modely
V letech 1927–1929 byl vyráběn model Univerzalkonamo. Ten používal čtyři různé rychlosti snímání a umožňoval kopírování filmů.
Následovaly modely Kinokamera A (1932) a Movikon 16, který byla vyráběn v letech 1932–1936.

## Filmaři

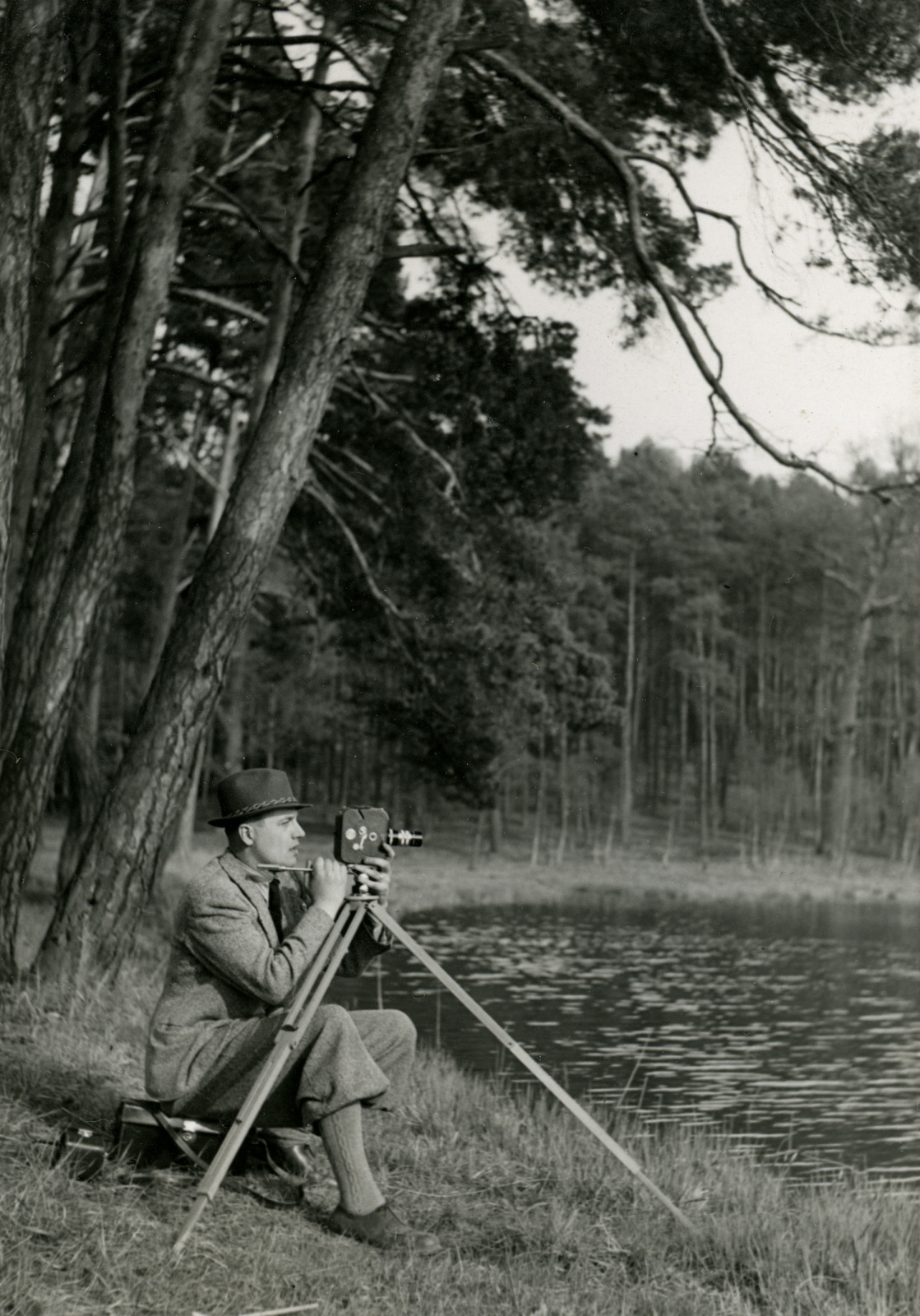
Ferdinand Bučina při práci s kamerou Kinamo N25, Jabkenická obora, jaro 1939

Kameru Kinamo používali například tito filmaři (v abecedním pořadí):
- Ferdinand Bučina
- Joris Ivens[1]
- Piel Jutzi, film Blutmai (1929) 12 min[3]
- László Moholy-Nagy, film Grossstadtzigeuner (1932) 11 min[3][4]
- Manoel de Oliveira
- Henri Storck, film Images d’Ostende (1929) 12 min[3]
- Jean Vigo, film À propos de Nice (1930) 25 min[3]
- Alexandr Hackenschmied, film Bezúčelná procházka (1930) 9 min[5]